# Sines (stacja kolejowa)
Sines (port: Estação Ferroviária de Sines) – nieczynna stacja kolejowa w Sines, w regionie Alentejo, w Portugalii. Znajduje się na Ramal de Sines.

## Historia
Ramal de Sines między Santiago do Cacém i Sines została ukończona 14 września 1936.

## Linie kolejowe
- Linha de Sines